# Coelotes indistinctus
Coelotes indistinctus là một loài nhện trong họ Amaurobiidae.
Loài này thuộc chi Coelotes. Coelotes indistinctus được Yajun Xu & S. Q. Li miêu tả năm 2006.